# Independència del Brasil
La Independència del Brasil comprèn una sèrie d'esdeveniments polítics ocorreguts entre 1821 i 1825, la majoria dels quals van incloure conflictes entre el Brasil i Portugal pel que fa a la proclamació d'independència presentada per l'Imperi del Brasil el 7 de setembre de 1822. Va ser un període important en la història del país i es diferencia de la resta de guerres d'independència hispanoamericanes en què va ocórrer mentre la corona portuguesa estava present a Amèrica.

## Antecedents
El territori que ara ocupa el Brasil va ser reclamat per Portugal per primera vegada el 22 d'abril de l'any 1500 quan el navegant Pedro Álvares Cabral va arribar a les seves costes. Des de l'any 1534 es va iniciar l'assentament permanent per part dels portuguesos, els qui van expandir el territori cap a l'Oest durant els següents 300 anys fins que van establir gairebé totes les fronteres que constitueixen l'actual Brasil. El 1808, l'exèrcit de l'emperador de França Napoleó Bonaparte va envair Portugal i va forçar a la família reial portuguesa a marxar a l'exili. La cort portuguesa va ser establerta a la ciutat de Rio de Janeiro, que es va convertir en la seu no oficial de tot l'Imperi Portuguès. Aquest canvi de seu va generar un gran gir en les relacions metròpoli-colònia. Segons Westthalen: «el 1807 […] es va produir el que podria anomenar-se inversió brasilera, això és, la transformació de la capital lusitana-brasilera en seu de la monarquia portuguesa […] en realitat el Brasil passava a ser la metròpoli i Portugal, la colònia.»
El 12 de desembre de 1815, Joan VI de Portugal, llavors regent de la seva mare incapacitada, la reina Maria I de Portugal, va elevar al Brasil de colònia a Regne unit amb Portugal.

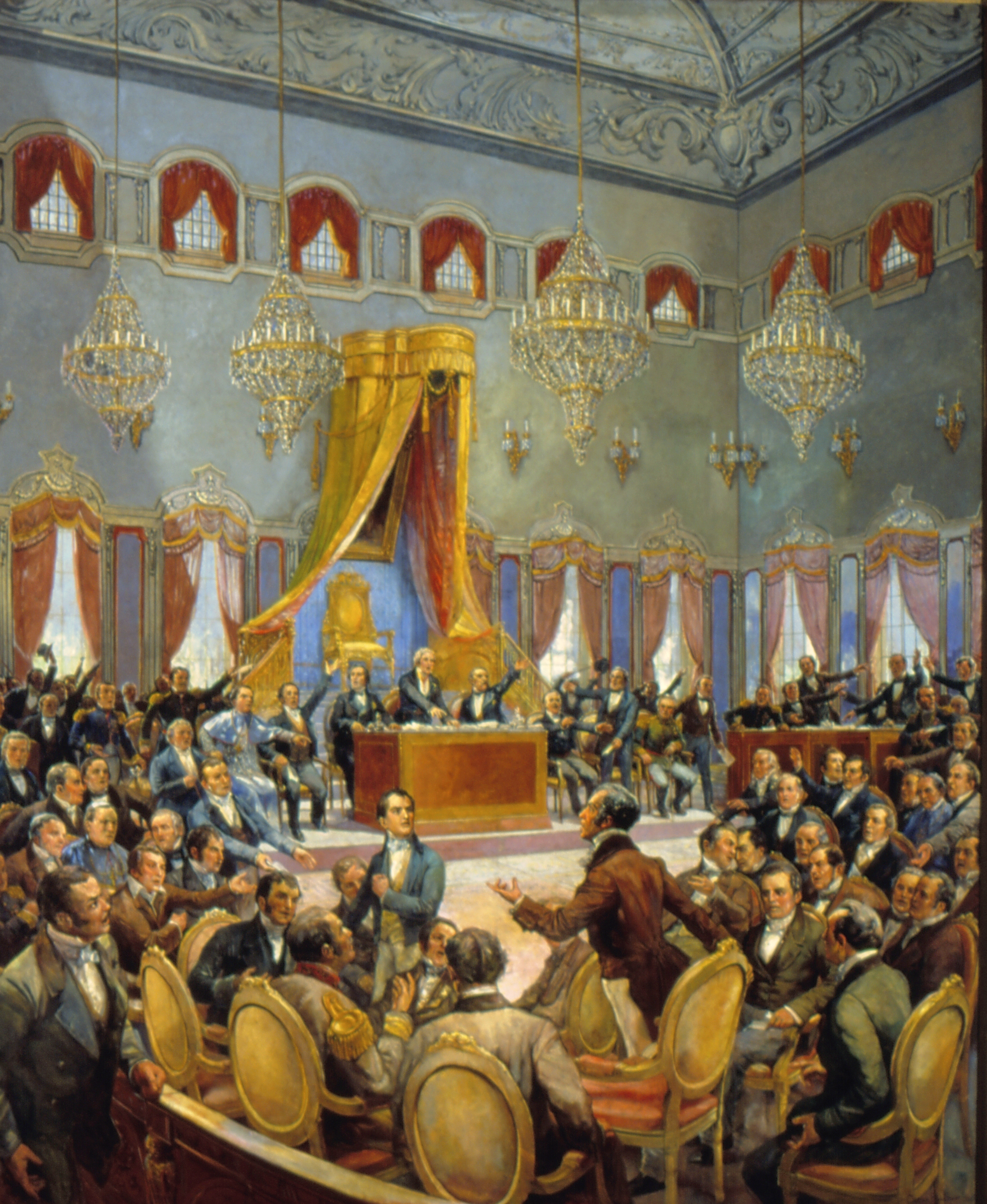
Les Corts portugueses

El 1820 la Revolució liberal de Porto va esclatar a Portugal. El moviment iniciat per constitucionalistes liberals va resultar en la reunió de les Corts, que crearien la primera Constitució del regne. Al mateix temps, les Corts van demandar la tornada del rei João VI, que havia fixat la seva residència al Brasil des de 1808, per a això havia elevat al Brasil com a regne com a part del Regne Unit de Portugal, Brasil i l'Algarve el 1815 i havia nomenat al seu fill i príncep hereu Pere I del Brasil com regent per governar el Regne del Brasil en el seu lloc el 7 de març de 1821. El rei va marxar a Europa el 26 d'abril i va deixar a Pere al Brasil perquè governés el regne amb l'ajuda dels ministres de l'interior, d'afers exteriors, de guerra i marina i de finances.
Els oficials militars portuguesos mobilitzats al Brasil estaven a favor del moviment constitucionalista a Portugal. El líder més important dels oficials portuguesos, el general Jorge Avilez, va forçar al príncep a destituir i expulsar del país als ministres del Regne i de Finances. Tots dos eren aliats lleials de Pere, qui s'havia convertit en peó a les mans dels militars. La humiliació soferta pel príncep, qui va jurar que mai tornaria a cedir a la pressió dels militars, va influir de manera decisiva sobre la seva abdicació deu anys més tard. Mentrestant, el 30 de setembre de 1821, les Corts va aprovar un decret que va subordinar els governs provincials brasilers directament a Portugal. El príncep Pere es va convertir, per a tots els efectes, en només el governador de la província de Rio de Janeiro. Altres decrets posteriors van ordenar la seva tornada a Europa i van posar fi a les corts judicials creades per João VI el 1808.
La insatisfacció per les mesures de les Corts entre la major part de residents al Brasil (tant nascuts al Brasil com a Portugal) van augmentar fins a un punt en què aviat es va donar a conèixer públicament. Van sorgir dos grups que es van oposar a les accions de les Corts que soscavaven gradualment la sobirania brasilera: els liberals liderats per Joaquim Gonçalves Ledo (qui comptava amb suport dels maçons) i els bonifacis comandats per José Bonifácio de Andrada. Ambdues faccions no tenien res en comú pel que fa als seus plans per al Brasil, amb l'única excepció del seu desig de mantenir el país unit amb Portugal com una monarquia sobirana.

### La rebel·lió d'Avilez

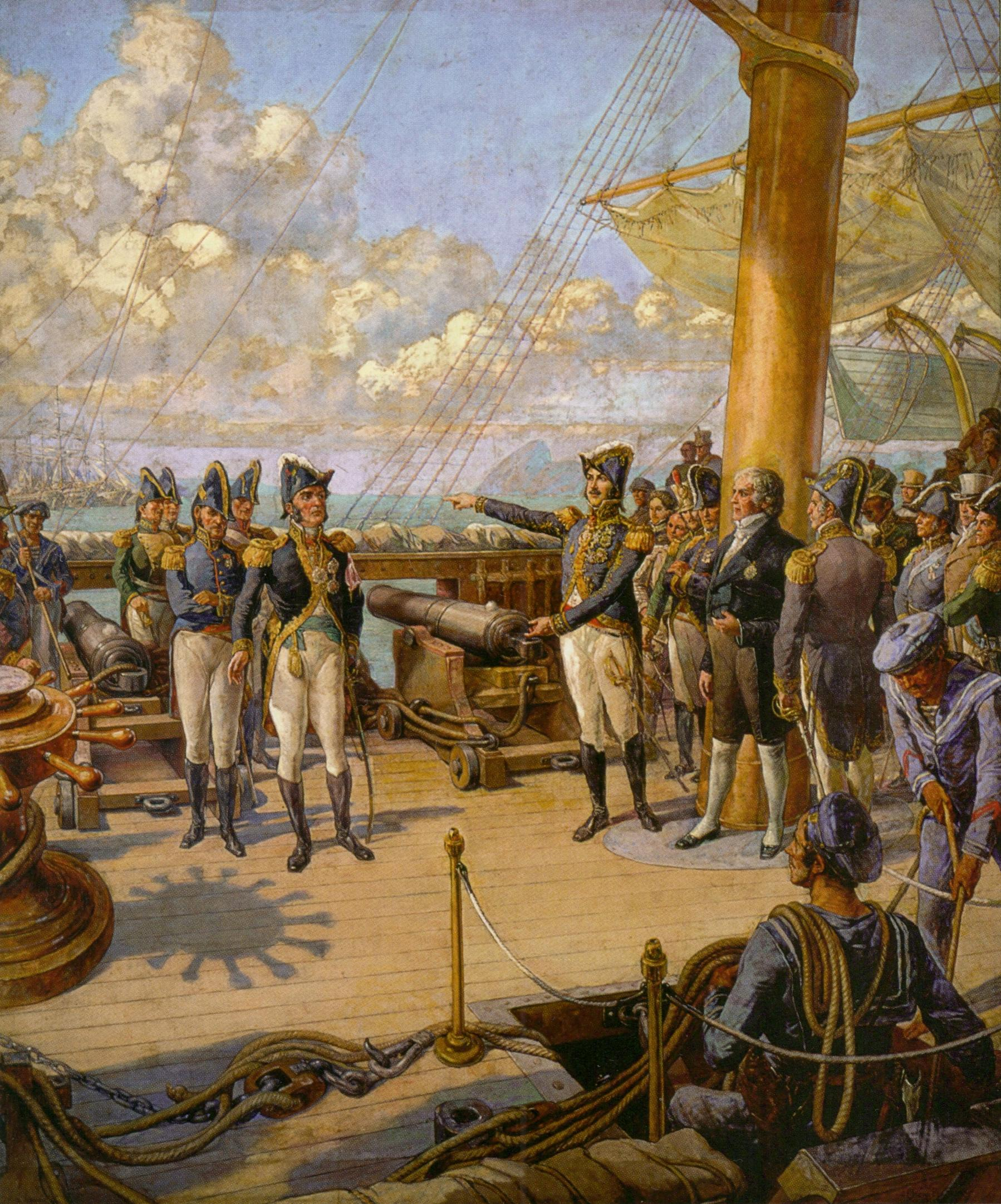
El Príncep Pere (a la dreta) va ordenar a l'oficial portuguès Jorge Avilez (a l'esquerra) tornar a Portugal després de la seva frustrada rebel·lió. José Bonifácio (vestit de civil) pot ser vist a prop del príncep.

Els diputats portuguesos de les Corts no van mostrar cap respecte cap al príncep i es van burlar obertament d'ell. Per això, la lleialtat que tenia Pere cap a les Corts va canviar gradualment cap a la causa brasilera. La seva esposa, la princesa Maria Leopoldina d'Àustria, va donar suport al bàndol brasiler i va influir en Pere perquè romangués al país. Els liberals i els bonifacis es van manifestar obertament demanant la permanència de Pere. La resposta de Pere va arribar el 9 de gener de 1822, quan va declarar que
| « | Com és pel bé de tots i per a la felicitat general de la nació, estic llest: Diguin-li a la gent que em quedaré. | » |

Després de la decisió de Pere de desafiar a les Corts, al voltant de 2.000 homes dirigits per Jorge Avilez es van aixecar abans de concentrar-se a la muntanya Carmel, que va ser aviat envoltat per 10.000 brasilers armats. A continuació, Pere va destituir al general portuguès i li va ordenar retirar als seus soldats a la badia de Niterói, on esperarien ser traslladats a Portugal.
José Bonifácio va ser nomenat ministre del Regne i Afers exteriors el 18 de gener de 1822. Al cap de poc, Bonifácio va establir una relació de pare a fill amb Pere, qui va començar a considerar a l'experimentat estadista com el seu millor aliat. Gonçalves Ledo i els liberals van intentar minimitzar la relació propera entre Bonifácio i Pere oferint al príncep el títol de Defensor Perpetu del Brasil. Per als liberals, la reunió de l'Assemblea Constituent era necessària per al Brasil, mentre que els bonifacis preferien que Pere aprovés la Constitució per si mateix per evitar una anarquia similar a l'ocorreguda durant els primers anys de la Revolució Francesa. El príncep va accedir als desitjos dels liberals i va signar un decret el 3 de juny de 1822 per cridar a elecció dels diputats que formarien la futura Assemblea General Constituent i Legislativa al Brasil.

## De Regne Unit a Imperi independent

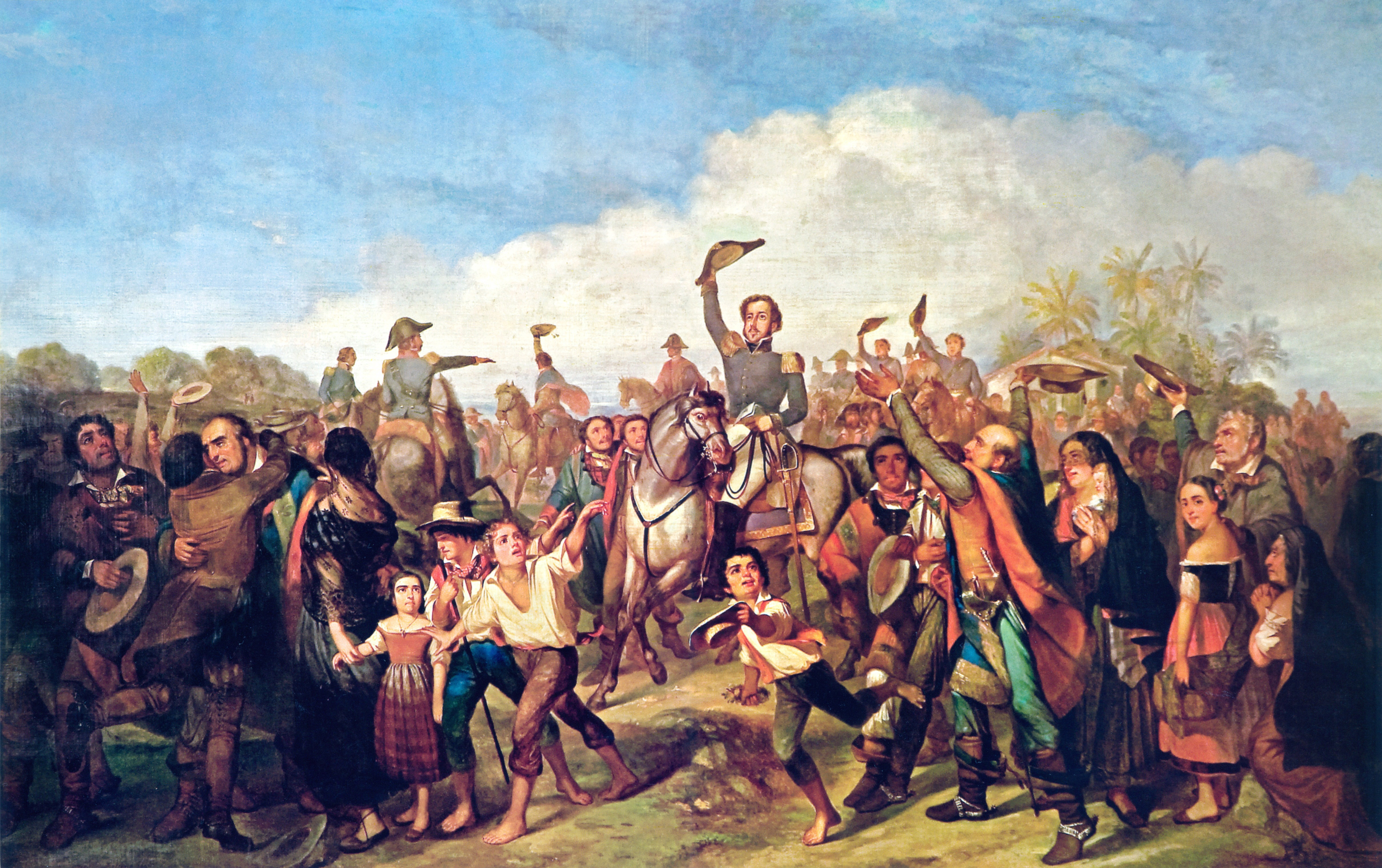
El Príncep Pere envoltat per una multitud a São Paulo després de donar les notícies de la independència brasilera el 7 de setembre de 1822.

### El «Romanc» i «Compleixi's»
Van ser enviats emissaris a Mines i a São Paulo per obtenir més vots a la causa emancipadora, amb resultats positius. A Rio de Janeiro es va elaborar una representació (en una recollida de signatures) en què es demanava la permanència de Pere. El document va arribar a les mans de Pere el 9 de gener de 1822 per compte de José Clemente Pereira, president del Senat de la Cambra de Rio de Janeiro. En resposta, el Príncep Regent va decidir desobeir les ordres de les Corts i romandre al Brasil: era la vegada del "Romanc" (Eu fico en portuguès).
La decisió del príncep de desafiar les Corts era producte d'un ampli moviment, en el qual es va destacar José Bonifácio de Andrada i Silva. Membre del govern provicional de São Paulo, va escriure una carta a Pere el 24 de desembre de 1821, en la qual criticava la decisió de les Corts de Lisboa i cridava l'atenció al paper reservat al príncep en la crisi. Pere va divulgar la carta, publicada en la Gazeta de Rio de Janeiro el 8 de gener de 1822 amb gran repercussió. Deu dies després, havia arribat a Rio una comitiva paulista, integrada per José Bonifácio, per lliurar al príncep la representació paulista. El mateix dia, Pere va nomenar a José Bonifácio ministre del Regne i dels Estrangers, càrrec de fort significat simbòlic: per la primera vegada el càrrec era ocupat per un brasiler. Els germans Andrada (José Bonifácio i els seus germans Antônio Carlos i Martim Francisco) es van convertir en figures polítiques destacades.
Pere va guanyar fort suport popular amb la decisió del "Romanc". Per resistir a les amenaces de la recolonització el 16 de febrer de 1822 va ser decretada la convocatòria d'un Consell de Procuradors Generals de les Províncies del Brasil. Teòricament, tenia per finalitat auxiliar al príncep, però en la pràctica es tractava d'una maniobra dels conservadors, liderats per José Bonifácio, contra els radicals, representats per Joaquim Gonçalves Ledo, funcionari públic per qui la preservació de la unitat político-territorial del Brasil hauria de ser implantada a través de convocatòria a una Assemblea Constituent triada pel poble. El consell va ser convocat exactament per evitar-ho i mantenir la unitat sobre el control del poder central i dels conservadors.
Al maig, les diferències entre Pere i les Corts s'intensifiquen: el regent va determinar que qualsevol decret de les Corts només podria ser executat mitjançant el «Compleixi's» signat per ell, la qual cosa equivalia a conferir plena sobirania al Brasil. La mesura va tenir suport immediat: el 13 de maig el Senat de la Cambra de Rio de Janeiro va conferir al príncep regent el títol de Defensor Perpetu del Brasil.
Va haver-hi una envestida militar de la Divisió Auxiliadora, estacionada a Rio sota el comando del Tinent general Jorge de Avilez, expulsat del Brasil amb les seves tropes. En celebrar-se els festejos per l'aniversari de Joan VI de Portugal, el 13 de maig, el Senat de la Cambra de Rio de Janeiro li va demanar al Príncep Regent que acceptés per a si i per als seus descendents el títol de "Defensor Perpetu del Brasil".
Els liberals radicals es van mantenir actius: per iniciativa de Gonçalves Ledo, va ser dirigida una representació a Pere per exposar-li la conveniència de convocar a una Assemblea Constituent. El príncep va decretar la seva convocatòria el 13 de juny de 1822. La pressió popular portaria la convocatòria abans.
José Bonifácio va resistir a la idea de convocar a la Constituent, però va ser obligat a acceptar-la. Va intentar desacreditar-la, proposant eleccions directes, la qual cosa va acabar prevalent contra de la voluntat dels liberals radicals, que defensaven l'elecció indirecta. Tot i que els conservadors havien obtingut el control de la situació i el text de convocatòria a la Constituent presentés declaracions favorables a la permanència d'una unió entre el Brasil i Portugal, les Corts insistien: el príncep regent havia de tornar immediatament. Pere va rebre les ordres del seu pare de tornar a Portugal i sotmetre's al rei i a les Corts.
Pere va partir a Sao Paulo per assegurar-se la lleialtat de la província a la causa brasilera. Va arribar a São Paulo el 23 d'agost i va romandre allí fins al 25 de setembre. Quan va tornar a Rio de Janeiro el 10 de setembre, va rebre juntes dues cartes, una de José Bonifácio, que aconsellava a Pere a trencar amb la metròpoli, i una altra de la seva esposa, Maria Leopoldina, que recolzava la decisió del ministre. El príncep es va assabentar que les Corts havien anul·lat tots els actes del gabinet de Bonifácio i retirat el poder restant que encara tenia. Pere es va tornar cap als seus companys que incloïen a la seva guàrdia d'honor i va dir «Amics, les Corts portugueses volen esclavitzar-nos i perseguir-nos. Des d'avui dia, les nostres relacions estan trencades. Cap llaç ens uneix més». Després, es va llevar el seu braçalet blau i blanc que evocava a Portugal, i va continuar «Fos els braçalets, soldats. Salutació a la independència, la llibertat i la separació del Brasil». Va desembeinar l'espasa i va afirmar que «Per la meva sang, el meu honor, el meu Déu, juro donar llibertat al Brasil: Independència o mort! D'aquesta manera, va trencar els llaços polítics amb Portugal, el 7 de setembre de 1822.
Aquesta mateixa nit, Pere I del Brasil i els seus companys van propagar la notícia de la independència brasilera de Portugal. El príncep va ser rebut amb gran celebració popular i va ser anomenat "Rei del Brasil" i també "Emperador del Brasil". Pere va tornar a Rio de Janeiro el 14 de setembre i en els dies següents els liberals havien publicat pamflets (escrits per Joaquim Gonçalves Ledo) que suggerien la idea que el príncep havia de ser aclamat emperador constitucional.

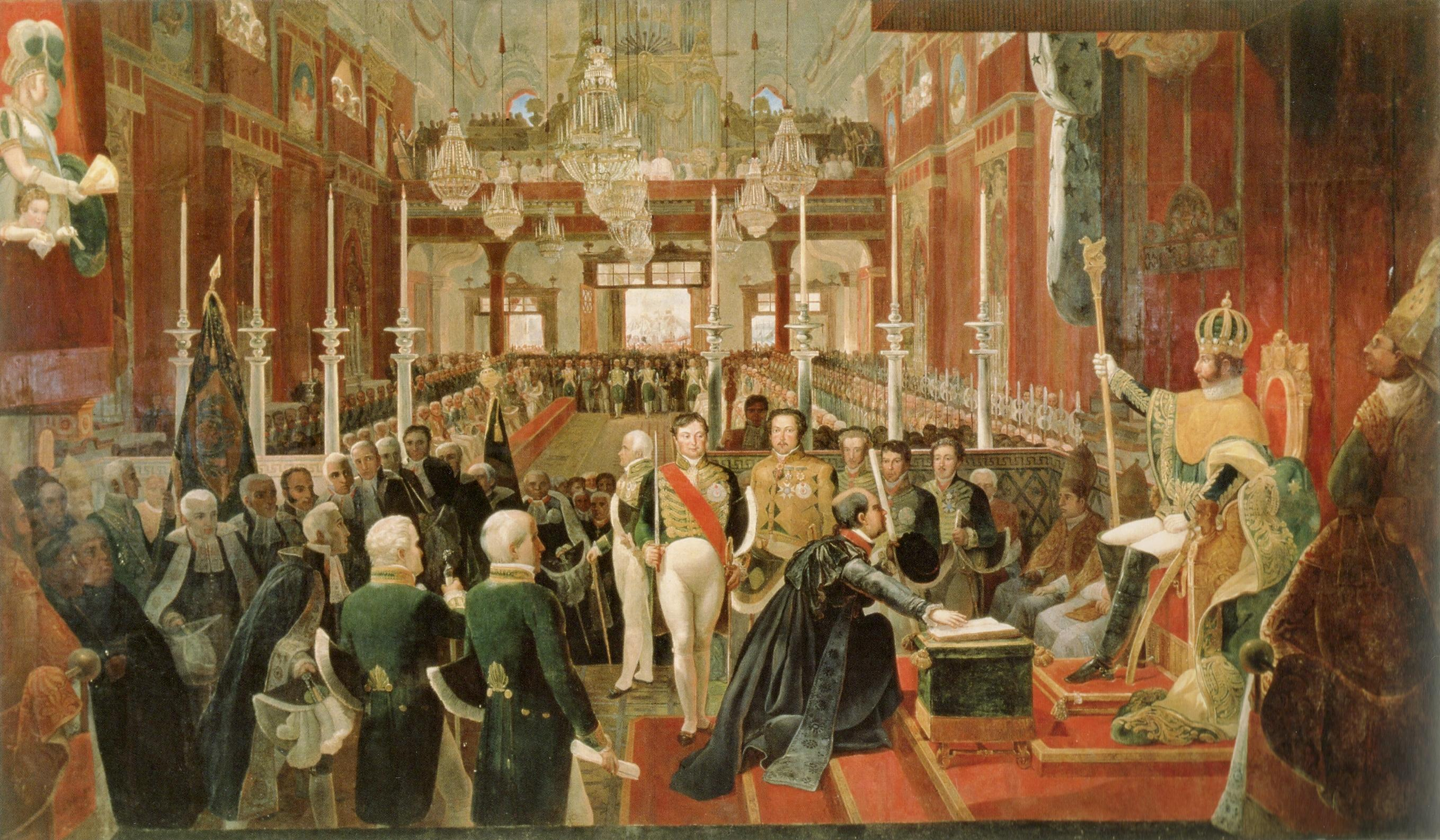
Coronació de l'Emperador Pere I l'1 de desembre de 1822.

La separació oficial recentment ocorreria el 22 de setembre de 1822 en una carta escrita per Pere a João VI. En ella, Pere encara es diu a si mateix Príncep regent i el seu pare és considerat el Rei del Brasil independent. El 12 d'octubre de 1822 en el Camp de Santana (més tard conegut com el Camp de l'Aclamació), el príncep Pere va ser aclamat Pere I, emperador constitucional i Defensor Perpetu del Brasil. Així mateix, va ser l'inici del regnat de Pere i de l'Imperi del Brasil; no obstant això, l'Emperador va deixar clar que si bé acceptava ser emperador, si João VI tornava al Brasil es faria a un costat i deixaria el tron favor del seu pare.
La raó per al títol imperial va derivar del fet que el títol de rei representaria simbòlicament una continuació de la tradició dinàstica portuguesa i potser del temut absolutisme, mentre l'emperador era investit per aclamació popular com a l'antiga Roma. "Algunes setmanes després, va ser aclamat emperador com Pere I del Brasil. En la terminologia del període, la paraula 'imperi' significava una monarquia de gran grandària i recursos i aquesta designació evitava que Pere usurpés el títol de 'rei' del seu pare, João VI. El títol d'emperador connotava un governant triat pel poble, com havia estat l'Emperador del Sacre Imperi Romà o, almenys, que regnava amb sanció popular, com havia estat l'emperador Napoleó I."

### Successos a Bahia
L'aixecament va tenir lloc el 21 de febrer de 1821, amb la participació entre altres de Cipriano José Barata de Almeida i José Lino Coutinho. El llavors Governador, comte de Palma, va ordenar al mariscal Felisberto Caldeira Brant Pontes, inspector de les tropes, reunir les forces fidels. Es va enfrontar als rebels amb prou feines 160 homes, perquè la major part de la tropa l'havia abandonat. No va haver-hi forma de convèncer-los a constituir a Bahia una Junta provisional com havia succeït a Belém i amb la qual es manifestés completa obediència a les Corts de Lisboa. Palma va cedir, proposant ell mateix els noms de les persones que formarien la Junta. I aquesta Junta va anar encara més lluny, dirigint-se a Lisboa com si ells fossin l'únic govern legítim davant la monarquia i sol·licitant tropes portugueses. Van ser enviats 1.184 homes, l'anomenada Legió Constitucional Lusitana (dos batallons d'infanteria i una companyia d'artilleria). La Junta va nomenar al mariscal Luís Paulino d'Oliveira Pinto de França Governador en armes i al coronel Inácio Luís Madeira de Melo com a inspector de les tropes, ja que Caldeira Brant havia acompanyat a Palma fins a Rio de Janeiro.

### Successos a Pernambuco
Des de la revolució de 1821, Luís do Rego Barreto estava en una situació difícil. Animat amb els missatges de Lisboa, però temorós de desaforaments, va conservar tota la plenitud de la seva autoritat i va dirigir un manifest al poble, exposant les bases de la Constitució que seria promulgada i convocant electors de totes les parròquies. Els pernambucans van sospitar de tantes promeses i van votar amb absoluta independència, triant als qui els semblaven dignes - "gairebé tots formaven part dels vençuts el 1817". Els pernambucans van ser els primers a arribar a Lisboa. El governador va sofrir un atemptat el 21 d'agost i amb el pretext d'una possible nova conspiració republicana va manar prendre a quants antics patriotes es trobaven a Recife, embarcant-los rumb a Lisboa.
El 19 d'agost de 1821 va ser nomenada a Goiania una Junta Provisional Temporal per contrarestar una altra, del partit portuguès, a Recife. Àdhuc després d'haver demanat reforços a Paraína, Rego Barreto va ser voltat a la seva capital i va vèncer el poble patriota. El Governador va signar una capitulació el 5 d'octubre en el poblat de Beberibe. La victòria dels pernambucans va arribar a la veïna Paraíba, on el 25 d'octubre va ser triada una Junta Governant per administrar la província en nom de la Constitució portuguesa.

### Successos a Maranhão
Allí governava des de 1819 el mariscal Bernardo da Silveira Pinto da Fonseca, qui no va poder deixar d'admetre l'autoritat d'un Consell Consultiu i va aconseguir transformar en farsa l'elecció d'una Junta el dia 13 d'abril, ell mateix proclamat Governador provisional. De seguida va manar a deportar diversos patriotes i va triar a dos diputats a les Corts de Lisboa. Sent com era una regió molt endarrerida va acabar triomfant el Governador. El 15 de febrer de 1822 es va triar una Junta Provisional i tres dies després el mariscal va embarcar de retorn a Portugal en la galera anglesa George.

## Causes
No es pot comprendre el procés independentista sense pensar en el projecte recolonitzador de les Corts portugueses: el veritable origen de la definició dels diversos grups al Brasil. Encara que la ruptura política amb Portugal era el major desig de la majoria dels brasilers, subsistien àdhuc moltes divergències. En el moviment emancipador hi havia grups socials diferents: l'aristocràcia rural del sud-est (“partit brasiler”), les ventrades populars urbanes («liberals radicals») i finalment, l'aristocràcia rural del nord i del nord-est, que defensaven el federalisme i fins i tot el separatisme.
L'aristocràcia rural del sud-est, la més poderosa, era conservadora, per la qual cosa lluitava a favor de la independència, però alhora defensava la unitat territorial, l'esclavitud i els seus privilegis de classe. Els liberals radicals volien la independència i la democratització de la societat, però els seus caps, Joaquim Gonçalves Ledo i José Clemente Pereira, romanien aliats a l'aristocràcia rural, sense revelar una veritable intenció revolucionària. L'aristocràcia rural del nord i del nord-est enfrontava la forta resistència dels comerciants i militars portuguesos, forts a Pará, Maranhão i Bahia. A més d'això, desconfiaven de la política centralitzadora de José Bonifácio.
El "partit portuguès" al Brasil recolzava a les Corts; mentre que el "partit brasiler" i els "liberals radicals" estaven en contra, però divergien en els seus objectius. Per al "partit brasiler", l'ideal era la creació d'una monarquia dual (Brasil i Portugal) per preservar l'autonomia administrativa i la llibertat de comerç. Però la intransigència de les Corts portugueses, va provocar que el partit s'inclinés per l'emancipació, sense alterar l'ordre social i els seus privilegis. Ja els "liberals radicals" formaven un grup gairebé revolucionari, bé a prop de les masses populars urbanes, amb alguns d'ells fins i tot notables republicans. En conjunt, es tractava del grup més receptiu a canvis profunds i democràtics en la societat.
La concretització de les aspiracions de cadascun d'aquests grups era diferent. Els grans propietaris rurals units al "partit brasiler" disposaven dels mitjans efectius per a la realització dels seus objectius. L'ànsia per un comerç lliure trobava suport en forces internacionals, liderades per la burgesia britànica. La sòlida base econòmica i social esclavista garantia els recursos materials per resistir amb èxit una probable amenaça recolonitzadora per part de Lisboa.
La situació del Brasil va romandre indefinida el 1821. Però el 9 de desembre van arribar a Rio de Janeiro els decrets de les Corts que ordenaven l'abolició de la regència i l'immediat retorn de Pere a Portugal; l'obediència de les províncies a Lisboa i només a Rio de Janeiro i l'extinció dels tribunals de Rio. El "partit brasiler" estava alarmat amb la proclamació de recolonització i amb la possibilitat d'una explosió revolucionària. La nova situació va afavorir la polarització: d'un costat el "partit portuguès" i de l'altre, el "partit brasiler" amb els ideals radicals, que van començar a actuar en favor de la independència.

## Conseqüències
El suport d'Anglaterra en aquesta independència va ser crucial, usant la seva diplomàcia. L'ús de mercenaris anglesos sufocant rebels i guerres va ser decisiu. Més tard, la independència va seguir el seu curs natural. Inicialment espantats amb la idea, els comerciants i funcionaris portuguesos la van acceptar, ja que els seus interessos serien mantinguts pel fet que l'emperador pertanyés a la dinastia Bragança i ser hereu a la Corona Portuguesa.
Els conflictes bèl·lics no van ser de gran magnitud i normalment es van limitar a petites províncies. El 1823, totes les rebel·lions havien estat sufocades.
Coherentment amb les idees de l'època, al contrari del que desitjava José Bonifácio, per exemple, es va mantenir l'esclavitud.
Per ser reconegut oficialment, el Brasil va negociar amb Anglaterra i va acceptar pagar indemnitzacions a Portugal, començant d'aquesta forma el seu endeutament. Quan el rei Joan VI de Portugal va tornar a Lisboa, per ordre de les Corts, va portar amb si tots els diners que podia, malgrat haver deixat al Brasil la seva argenteria i una enorme llibreria, amb obres rares que componen avui el patrimoni bàsic de la Biblioteca.

## Consideracions historiogràfiques
La data commemorada oficialment és el 7 de setembre de l'any 1822, quan en els marges del rierol Ipiranga, a São Paulo, Pere proclama el Crit d'Ipiranga.
Altres dates considerades historiogràficament per a la Independència, encara que menys populars són les dates de coronació de l'Emperador (desembre de 1822) o fins i tot la del reconeixement d'Independència per part de Portugal i la Gran Bretanya (1825).